# NGC 5775
NGC 5775 est une galaxie spirale barrée vue par la tranche et située dans la constellation de la Vierge. Sa vitesse par rapport au fond diffus cosmologique est de 1 882 ± 15 km/s, ce qui correspond à une distance de Hubble de 27,8 ± 2,0 Mpc (∼90,7 millions d'al). NGC 5775 a été découverte par l'astronome germano-britannique William Herschel en 1786.

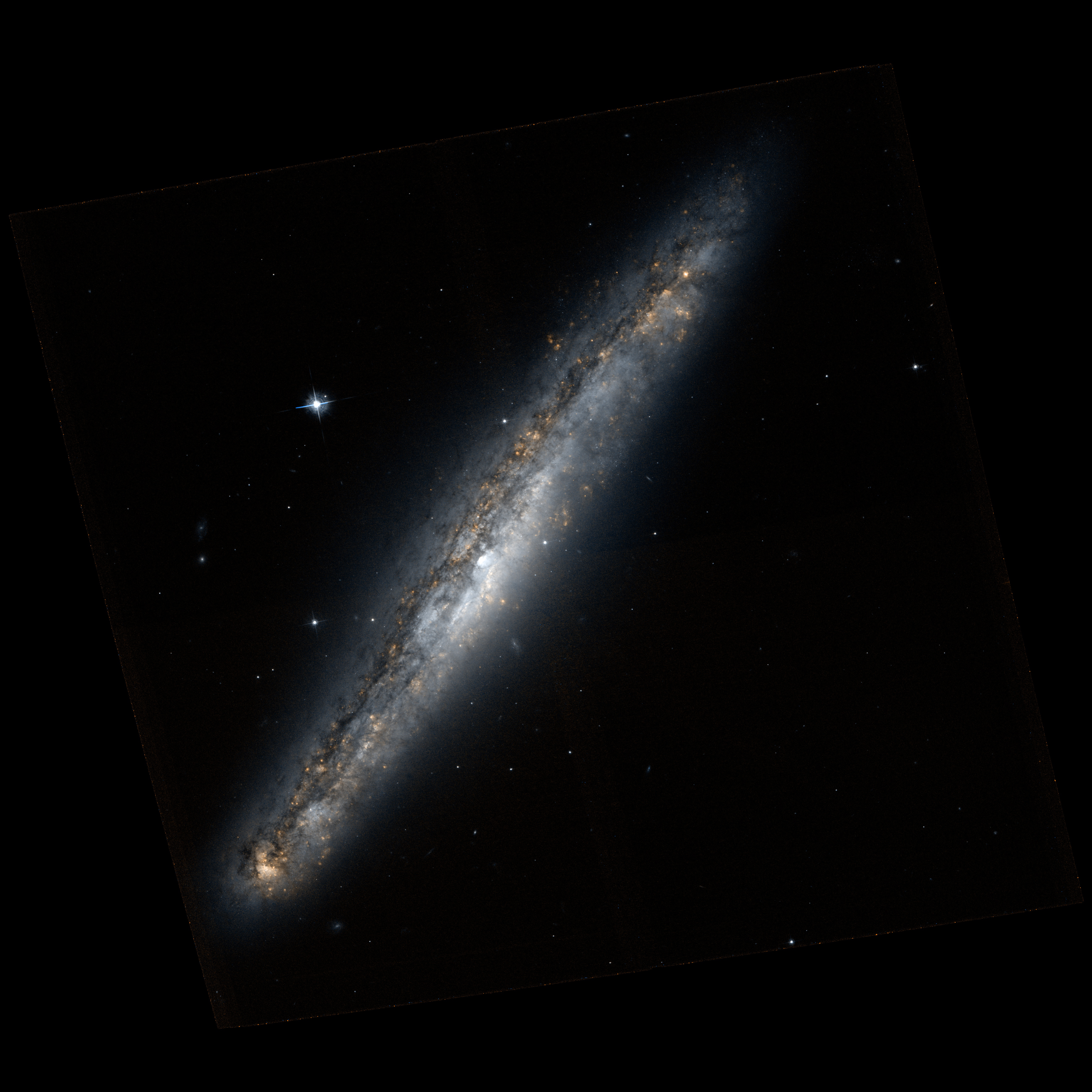
NGC 5775 par le télescope spatial Hubble.

La classe de luminosité de NGC 5775 est III et elle présente une large raie HI. La luminosité de NGC 5775 dans l'infrarouge lointain (de 40 à 400 µm)  est égale à 4,79 × 1010 {\displaystyle L_{\odot }} (1010,68{\displaystyle L_{\odot }}) et sa luminosité totale dans l'infrarouge (de 8 à 1 000 µm) est de 6,03 × 1010 {\displaystyle L_{\odot }} (1010,78{\displaystyle L_{\odot }}).
À ce jour, 11 mesures non basées sur le décalage vers le rouge (redshift) donnent une distance de 19,200 ± 2,896 Mpc (∼62,6 millions d'al), ce qui est à l'extérieur des valeurs de la distance de Hubble. Notons que c'est avec la valeur moyenne des mesures indépendantes, lorsqu'elles existent, que la base de données NASA/IPAC calcule le diamètre d'une galaxie et qu'en conséquence le diamètre de NGC 5775 pourrait être d'environ 35,2 kpc (∼115 000 al) si on utilisait la distance de Hubble pour le calculer.

## Supernova
La supernova SN 1996ae a été découverte le 21 mai 1996 par les astronomes amateurs italiens Antonio Vagnozzi, G. Piermarini et V. Russo à l'Observatoire astronomique Santa Lucia de Stroncone. Cette supernova était de type IIn.

## Groupe d'IC 1066

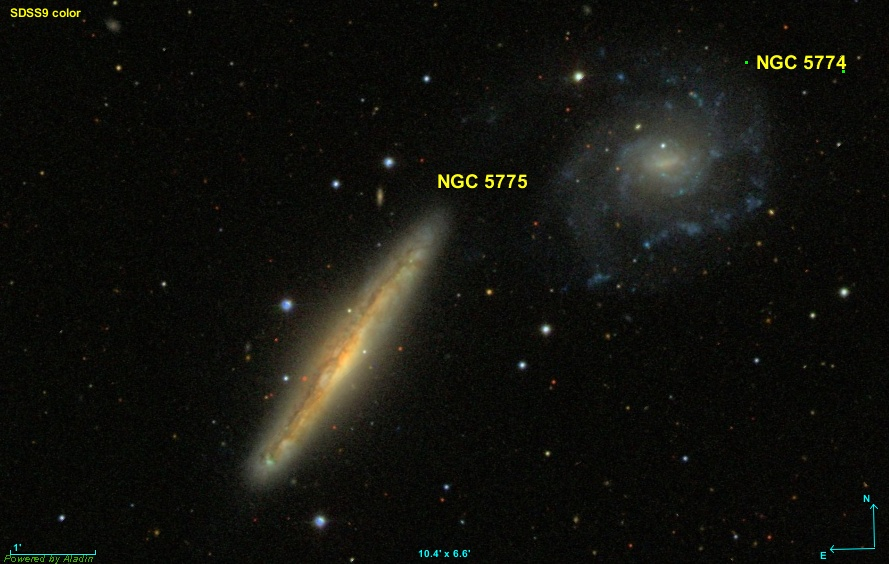
Les galaxies NGC 5774 et NGC 5775 sont voisines sur la sphère céleste et à des distances semblables de la Voie lactée. Elles pourraient constituer une paire physique de galaxies.

Selon Abraham Mahtessian, NGC 5775 fait partie d'un groupe de galaxies qui compte 15 membres, le groupe d'IC 1066. IC 1066 n'est ni la plus brillante ni la plus grosse galaxie du groupe, mais c'est la première galaxie de la liste de Mahtessian. Plusieurs des galaxies de cette liste se trouvent dans d'autres groupes décrits par d'autres sources, dont NGC 5775 dans un groupe de galaxies qui porte son nom. Les membres du groupe selon l'ordre décrit pas Mahtessian sont : IC 1066,IC 1067, NGC 5770, NGC 5774, NGC 5775, NGC 5806, NGC 5813, NGC 5831, NGC 5839, NGC 5838, NGC 5845, NGC 5846, NGC 5854, NGC 5864 et NGC 5869.
Puisque IC 1066 fait partie de l'Amas de la Vierge III, un des amas du superamas de la Vierge, le groupe d'IC 1066 en fait également partie.

## Groupe de NGC 5775
Selon A. M. Garcia et Richard Powell, NGC 5775 fait partie d'un groupe de galaxies qui porte son nom. Le groupe de NGC 5775 compte cinq membres. Les quatre autres galaxies du groupe sont NGC 5770, NGC 5774, IC 1066 et IC 1067,.
Le groupe de NGC 5770 fait partie de l'Amas de la Vierge III, un des amas du superamas de la Vierge.